# 看板のピン
『看板のピン』（かんばんのピン）は、古典落語の演目。『看板の一』とも表記する。
サイコロを使った賭博（チョボイチ）で、外に出たサイコロの目にわざと賭けさせたところでそのサイコロを片付け、本来のサイコロはこちらと振って子分の掛金をすべて巻き上げた親分の様を見た男が、それを真似て失敗する内容。
安永2年（1773年）の『御伽噺』に掲載された小咄「名人」に、チョボイチをしているところに通りがかった青果商が「屏風の外からでも賽の目を当てる」と話して博打を諫める内容がある。
サイコロ賭博を扱った落語の演目としてはほかに『狸賽』（狸の賽）があり、5代目柳家小さんによると、3代目桂三木助は本演目を『狸賽』のマクラに使っていたという。

## あらすじ
演者はまず、サイコロの由来について、以下のようにもっともらしく語る。
- サイコロは、釈迦が説教をする際、人集めのために賭場を開くことを思いつき、その道具として考案したもので、試みはうまくいき、釈迦は賭博の収益で祇園精舎という寺を建てた。だから博打の金を寺銭といい、負ける事を「お釈迦になった」という。

博徒たちが、チョボイチに興じているが、動く金額が少ないため、退屈し始めている。そこへ彼らの親分が現れ、博徒たちは胴元になるよう頼む。親分はこれを承諾する。親分が壺ざるを振って伏せたところ、サイコロがきちんと中に入らず、ピン（=1）の目が出たサイコロが壺ざるの外に転がってしまっているが、「さあ、いくらでも張って（＝賭けて）来い。年をとって、目がかすみ、耳が遠くなったが、お前たちには負けない」と言い、気づくそぶりを見せない。それに気づいた博徒達は、全員があり金をピンの目に賭ける。
親分は「みんな揃ったな。では、このサイは片付けよう」と、見えていたサイコロを取り除いてしまう。「これは看板（＝見せかけ）のピンだ。壺の中に、本当のサイがある。俺の見立てでは、5が出ているだろう」こう言って親分が壺ざるを上げると、サイコロは親分の言った通り5の目を出していたので、博徒たちは驚く。親分は賭け金を博徒達に返し、「賭けごとなどというものは、こういう具合に、どんな汚い手を使われるかわからない。これにこりたら、もう博打（ばくち）なんてするのではないぞ」といい、賭場を去る。
この場に居合わせて、強く感心したひとりの男は、親分の真似をして儲けようと、他の賭場へ向かう。男が胴元になり、1の目が出たサイコロを壺ざるの外へこぼし、「年をとって、目がかすみ、耳が遠くなったが……」とつぶやいてみせると、周りの者が「お前はまだ26だろう」とからかいつつ、こぼれたサイコロに気づく。賭け子の全員が1に賭ける。男が「これは看板のピンだ。壺の中に、本当のサイがある。俺の見立てでは、5が出ているだろう」と言って壺を上げると、
「中もピンだ」

## バリエーション
親分でなく、彼らとは無関係の、かつて博徒として鳴らした年輩の男を誘う演じ方がある。
武藤禎夫の『定本 落語三百題』掲載のあらすじでは、親分は博打から遠ざかっており、親分が宣言する目は6で、真似をするのは与太郎という設定である。
5代目柳家小さんは、師匠の4代目柳家小さんの演じ方は漁師たちによる博打という体裁だったが、3代目桂三木助が「素人ではおかしい」（特にサイコロを2個持っているという部分）という考えから博徒に変えたと述べている。